# Neasden (Metropolitano de Londres)
Neasden é uma estação do Metrô de Londres em Neasden. Ela está na linha Jubilee, entre as estações Wembley Park e Dollis Hill. Os trens da linha Metropolitan passam pela estação, mas não param. A Chiltern Main Line / London to Aylesbury Line corre a oeste da estação.

## História

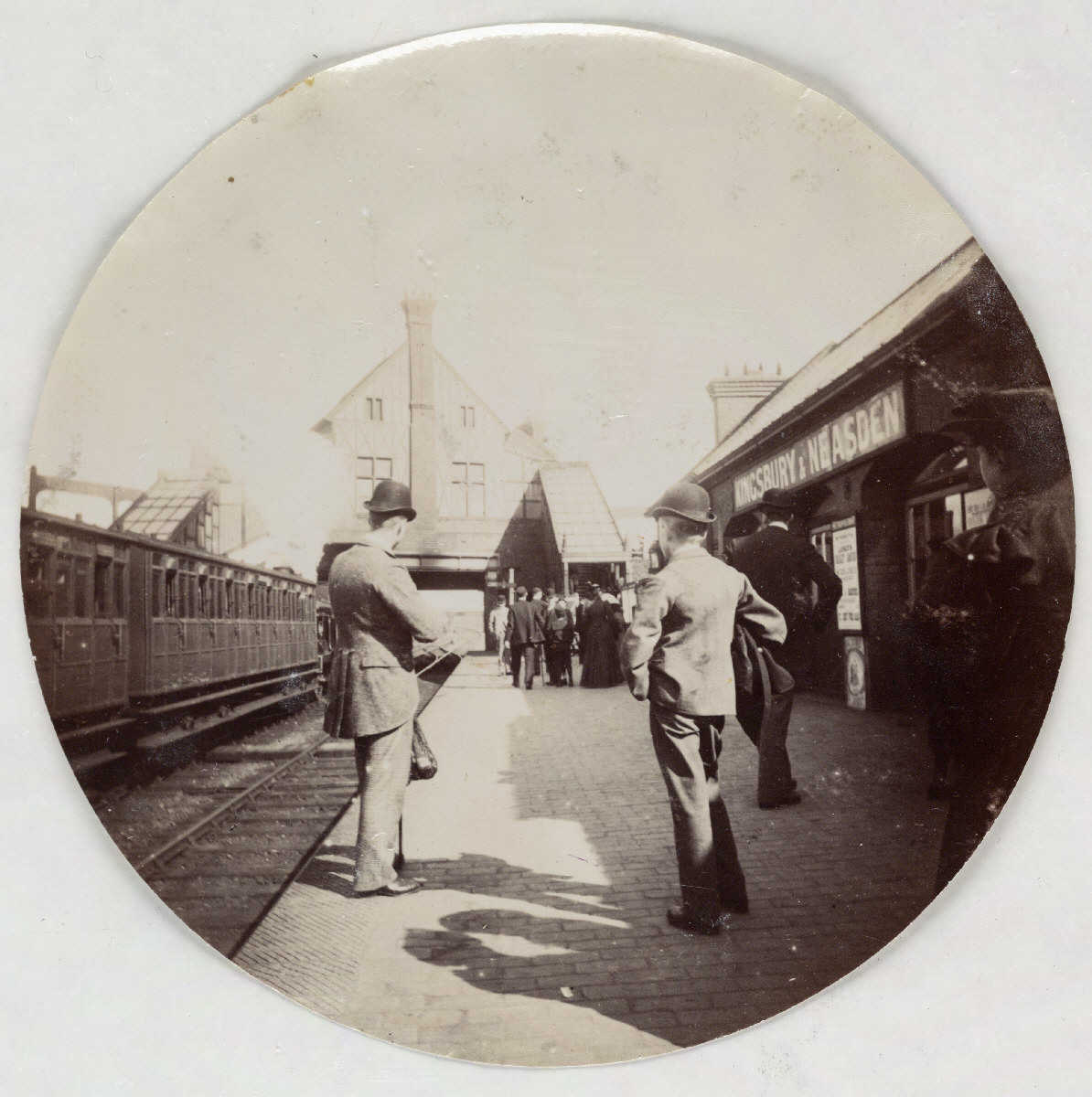
Kingsbury e Neasden na década de 1890

A estação foi inaugurada em 2 de agosto de 1880 como parte das extensões da Metropolitan Railway, com o nome de Kingsbury and Neasden. O nome foi alterado para Neasden and Kingsbury em 1910, e depois alterado novamente para Neasden em 1932, mesmo ano em que a estação de Kingsbury foi inaugurada. Depois que a Metropolitan Railway se tornou propriedade pública em 1933, os serviços ferroviários para Stanmore foram transferidos para o novo ramal da linha Bakerloo em 1939. Em 1979, o serviço principal foi transferido para a linha Jubilee.
O edifício de superfície da estação está localizado em Neasden Lane. Foi amplamente modificado ao longo dos anos, perdendo o telhado original e as altas chaminés no final do século XX, e um segmento da fachada foi reconstruído por volta de 1993 para remover uma banca de jornal anteriormente colocada ali. As escadas do edifício de superfície conduzem a quatro plataformas. As plataformas 1 e 4 fazem parte da linha Metropolitan, atendidas alguns dias do ano para eventos locais e quando necessário devido a interrupções nos serviços normais. As plataformas 2 e 3 eram as plataformas norte e sul da linha Bakerloo e desde 1979 agora são usadas pela linha Jubilee. As plataformas são construídas em "altura de transição" para permitir o uso regular dos trens de tubo da linha Jubilee e o uso ocasional pelos trens maiores da Linha Metropolitan.
As plataformas 1, 2 e 3 foram construídas originalmente em 1880. Neasden tinha três plataformas, o que era incomum para uma estação pequena. A razão para três plataformas foi que Neasden era um terminal para muitos trens da Metropolitan locais de Londres e que ficavam estacionados no pátio próximo. As plataformas 4 e 5 foram construídas em 1914 como resultado da quadruplicação do Metropolitan entre Finchley Road e Harrow-on-the-Hill. A plataforma 5 foi usada como plataforma para trens que terminam em Neasden de estações ao norte da Met, como Stanmore. Esta plataforma foi removida depois e o trilho é usado agora como ligação para o pátio.
Neasden é uma das poucas estações na seção sul da antiga linha principal Metropolitan que ainda tem seus edifícios de plataforma originais intactos e sua arquitetura é típica de uma estação de vila de médio porte. Baker Street e Willesden Green são as outras estações que têm seus edifícios de plataforma intactos. A linha entre Finchley Road e Harrow-on-the-Hill foi quadruplicada entre 1914 e 1916. Os trens da linha Jubilee às vezes terminam em Neasden.
Foi proposto em 2008 que a North and West London Light Railway pudesse servir a estação.

## Atrações próximas
- Templo de Neasden
- Estádio de Wembley

## Conexões
Os ônibus de Londres servem a estação.

## Galeria

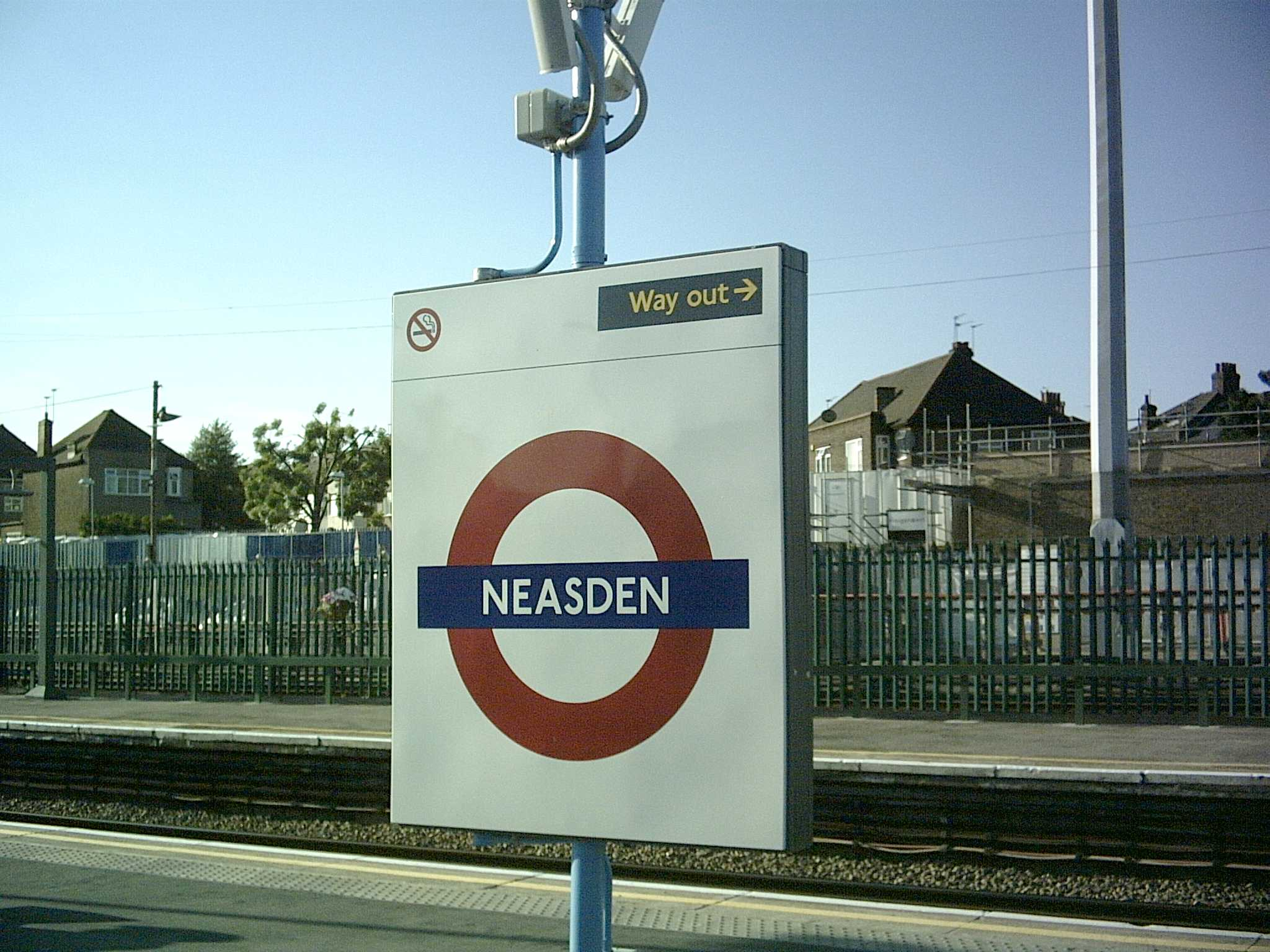
Plataforma 1 a leste de um trem da linha Jubilee para norte
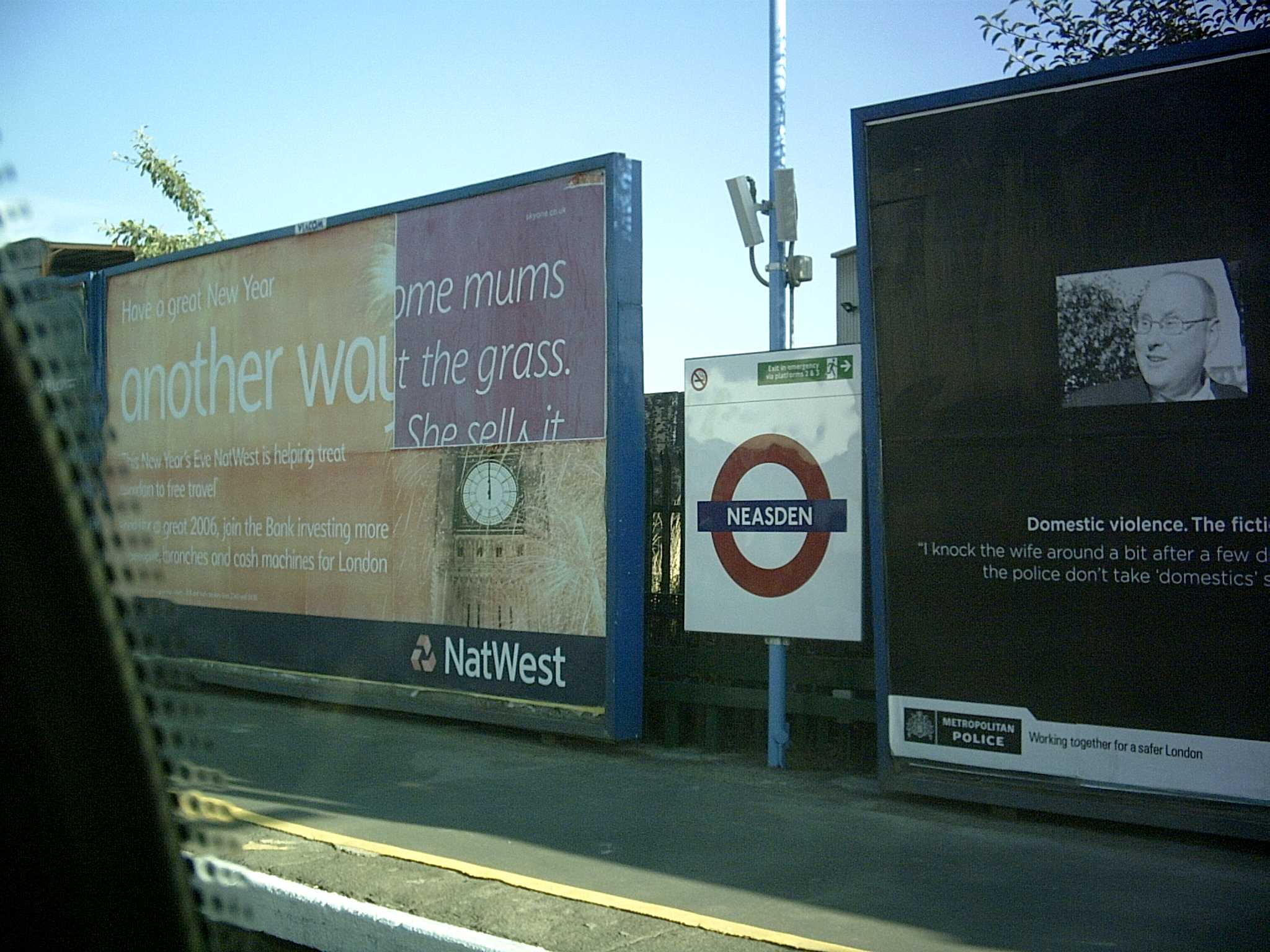
Plataforma 4 a oeste de um trem da linha Jubilee para norte